# Bahnhof Schweinfurt Stadt
Der Bahnhof Schweinfurt Stadt, umgangssprachlich Stadtbahnhof, ist ein Bahnhof in Schweinfurt, an der Bahnstrecke Bamberg–Rottendorf. Er ist der älteste Bahnhof der Stadt und der zweitgrößte, nach dem Hauptbahnhof. Im historischen Bahnhofsgebäude, das nicht mehr als Empfangsgebäude genutzt wird, befindet sich das Kulturzentrum Stattbahnhof (abgeleitet von der neuen Nutzung: statt Bahnhof).

## Lage
Der Bahnhof liegt am Main, im Süden des Nordöstlichen Stadtteils, 500 m östlich der Altstadt und 250 m östlich des Stadtrings.

## Geschichte
Der Stadtbahnhof war der erste Bahnhof der Stadt, nachdem die Ludwigs-Westbahn 1852 von Bamberg nach Schweinfurt verlängert wurde. Am 3. November 1852 wurde der Bahnhof eröffnet. 1874 wurde der inzwischen zu klein gewordene Stadtbahnhof um den Centralbahnhof, den heutigen Hauptbahnhof ergänzt, der bald die zentrale Rolle im örtlichen Bahnverkehr einnahm.
Die Straßenbahn Schweinfurt, die von 1895 bis 1921 verkehrte, endete 400 m westlich des Stadtbahnhofs und fuhr zum Hauptbahnhof.

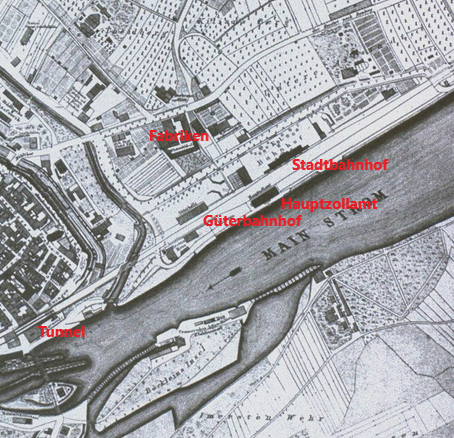
Stadtbahnhof auf dem Katasterplan von 1868
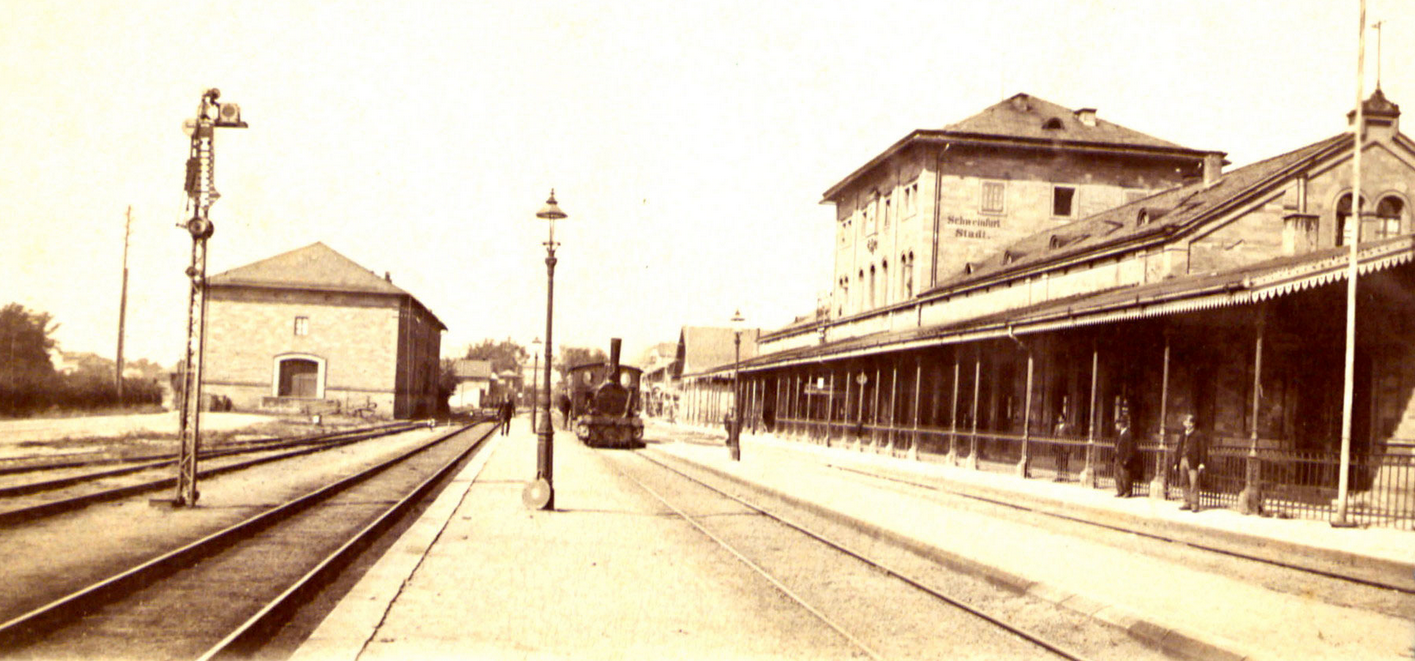
Stadtbahnhof um 1900. Links Hauptzollamt
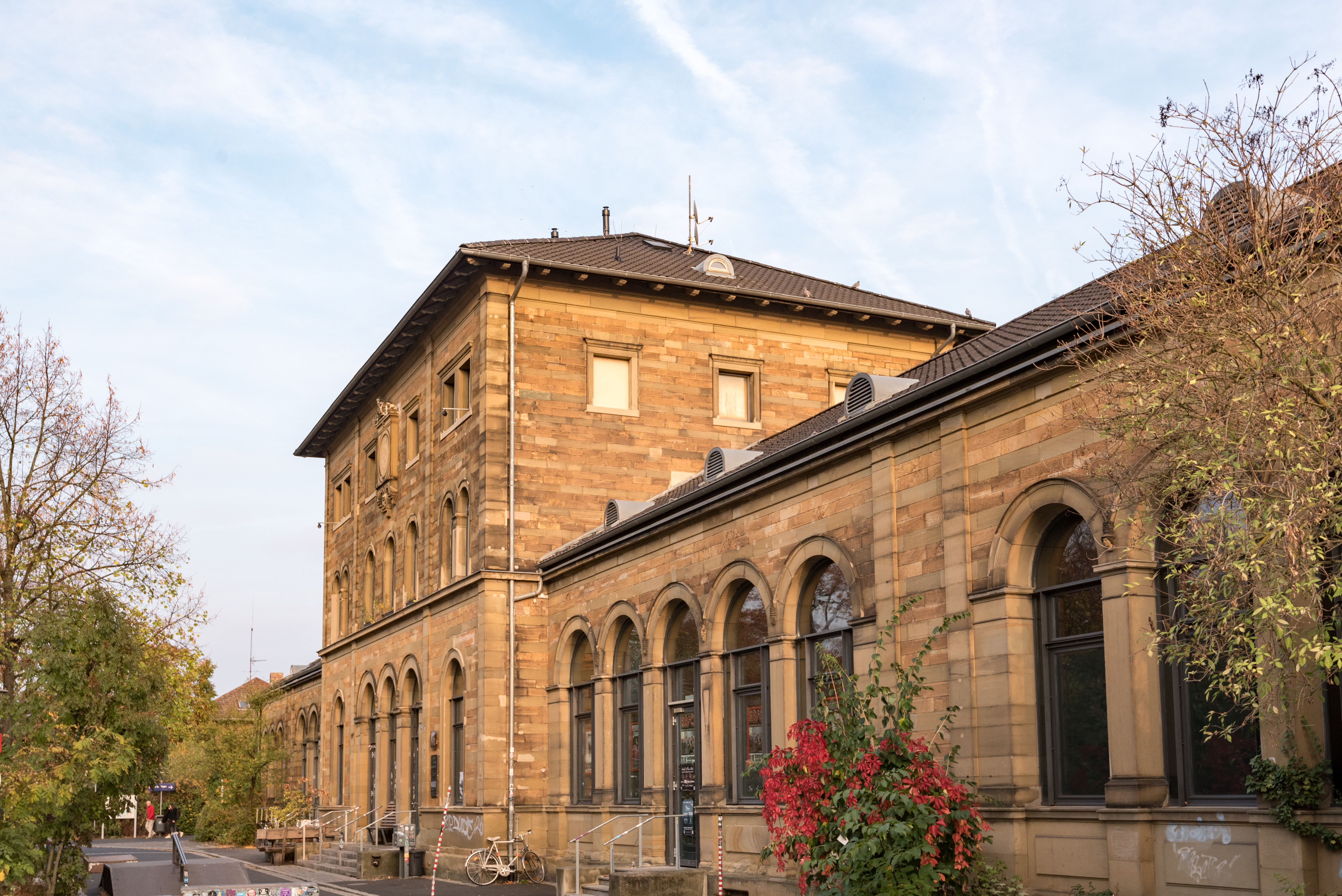
Ansicht vom Bahnhofsvorplatz

## Gegenwart

### Verkehrliche Bedeutung
Der Stadtbahnhof wird heute nur noch von Regionalbahnen bedient. Er wird vor allem von Reisenden aus der Altstadt, dem Nordöstlichen Stadtteil sowie den Stadtteilen Hochfeld/Steinberg und Deutschhof genutzt, die sich wesentlich näher am Stadtbahnhof als am Hauptbahnhof befinden.

### Empfangsgebäude

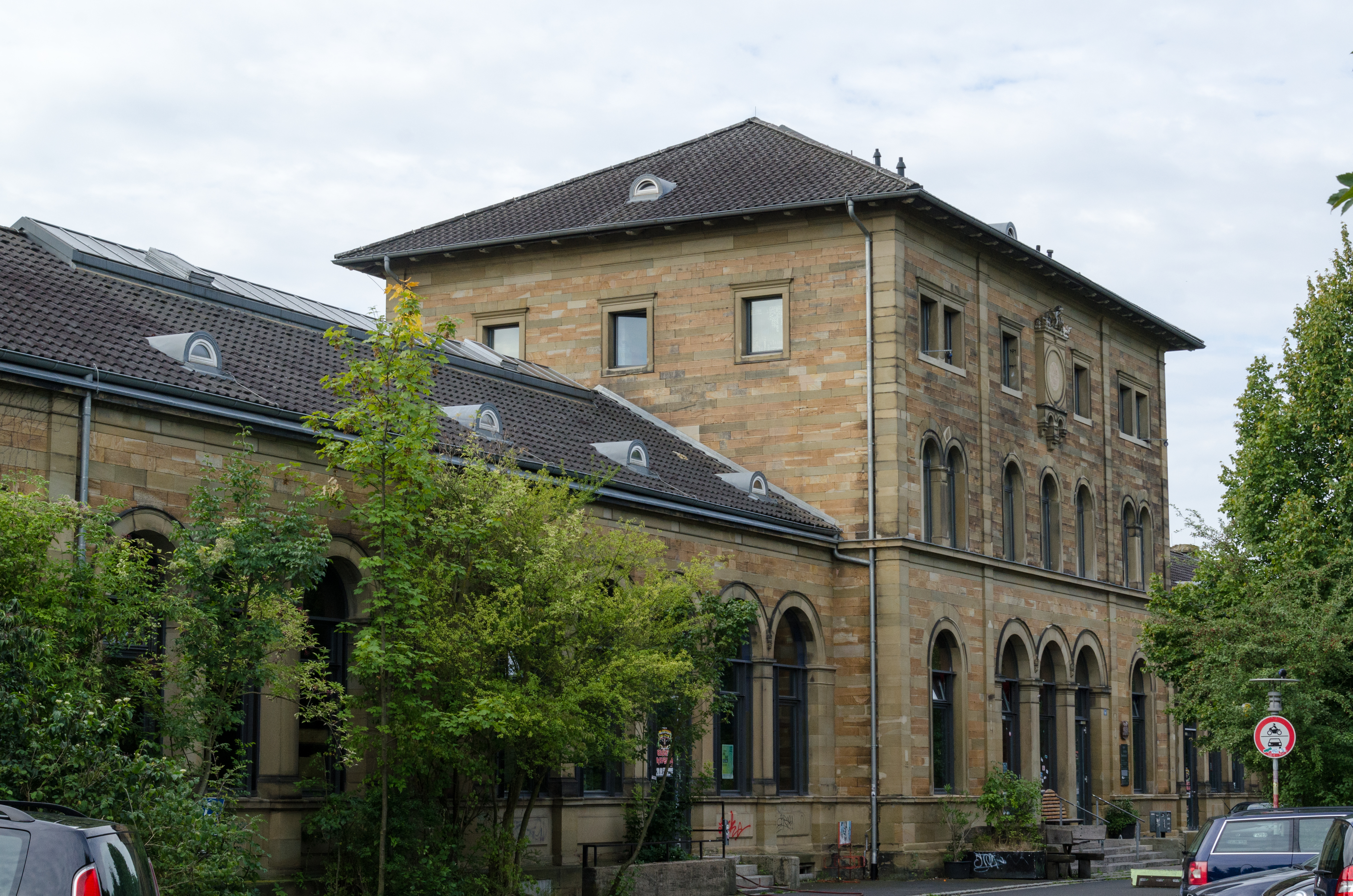
Stadtbahnhof mit Bahnhofsvorplatz

Das Empfangsgebäude wurde von 1852 bis 1856 nach Plänen von Gottfried von Neureuther erbaut. Es befindet sich auf der nördlichen Gleisseite und steht mit seinen Anbauten unter Denkmalschutz (siehe: Nordöstlicher Stadtteil, Bauensemble im Bayerischen Klassizismus).
Das Kulturzentrum Stattbahnhof befindet sich seit 1997 im  Empfangsgebäude (siehe: Nordöstlicher Stadtteil, Stattbahnhof).

### Infrastruktur
Der Bahnhof verfügt über drei Bahnsteiggleise, an denen der Personenverkehr abgewickelt wird. Der Hausbahnsteig ist nicht mehr in Gebrauch, das Gleisbett bewachsen. Zwischen den beiden Durchgangsgleisen 1 und 2 wurde ein Mittelbahnsteig angelegt, etwas mehr in Richtung Bamberg versetzt als der alte Bahnsteig, an dem die Züge der Relation Würzburg–Bamberg halten. Südlich davon befindet sich noch ein Kopfgleis 3 mit einem Seitenbahnsteig, an dem seit 2004 die Züge der Erfurter Bahn von und nach Bad Kissingen (Unterfranken-Shuttle) beginnen und enden. Der Gleiszugang am Bahnhof erfolgt über eine durchgängige Unterführung, Der Zugang zum Mittelbahnsteig ist nicht barrierefrei über eine Treppe, der Zugang zu Gleis drei geht über eine Rampe.
Güterverkehrsanlagen sind 2013 nicht mehr vorhanden, der Güterschuppen steht noch, die Gleisseite ist zugewachsen.
Das 1967 in Betrieb genommene Relaisstellwerk der Bauart SpDrL30 wird seit 1978 von Schweinfurt Hauptbahnhof ferngesteuert.

## Verbindungen

### Bahn
| Linie                    | Verlauf                                                                                       | Verlauf                                                                                       | Taktfrequenz                             | Fahrzeugmaterial                   |
| ------------------------ | --------------------------------------------------------------------------------------------- | --------------------------------------------------------------------------------------------- | ---------------------------------------- | ---------------------------------- |
| RB 53                    | Mainfrankenbahn (Schlüchtern – Jossa – Gemünden –) Würzburg – Schweinfurt – Haßfurt – Bamberg | Mainfrankenbahn (Schlüchtern – Jossa – Gemünden –) Würzburg – Schweinfurt – Haßfurt – Bamberg | Stundentakt (ab/bis Jossa zweistündlich) | Baureihe 440 (Coradia Continental) |
| RB 40                    | Unterfranken-Shuttle Schweinfurt Stadt – Schweinfurt Mitte – Schweinfurt Hbf – Ebenhausen –   | Bad Neustadt (– Mellrichstadt – Meiningen / – Grimmenthal)                                    | Stundentakt                              | Baureihe 650 (Regio-Shuttle)       |
| RB 50                    | Unterfranken-Shuttle Schweinfurt Stadt – Schweinfurt Mitte – Schweinfurt Hbf – Ebenhausen –   | Bad Kissingen (– Hammelburg – Gemünden)                                                       | Stundentakt                              | Baureihe 650 (Regio-Shuttle)       |
| Stand: 13. Dezember 2020 |                                                                                               |                                                                                               |                                          |                                    |